# Jeannette (nome)
Jeannette  è un nome proprio di persona francese e inglese femminile.

## Varianti
- Francese: Jeanette[1][2]
- Inglese: Jeanette[1][2], Jeanett[2], Jenette[2], Jenetta[2], Genette[1], Jeannet[2], Jeannetta[2], Jeanet[2], Jeanetta[2], Janet[2], Janette
  - Ipocoristici: Nettie[1]

### Varianti in altre lingue
- Ceco: Žaneta
- Irlandese: Sinéad[1]
- Polacco: Żaneta
- Scozzese: Sìneag[1], Jeanette[2]
  - Ipocoristici: Jinty[2]
- Slovacco: Žaneta
- Ungherese: Zsanett[1]

## Origine e diffusione
Si tratta di un diminutivo di Jeanne, la forma francese di Giovanna. Originatosi in Francia, cominciò ad essere usato in Scozia nel XVIII secolo, espandendosi poi negli altri paesi anglofoni nel secolo successivo, affiancando un altro diminutivo preesistente, Janet.

## Onomastico
L'onomastico ricorre lo stesso giorno del nome Giovanna.

## Persone
- Jeannette Altwegg, tennista e pattinatrice artistica su ghiaccio britannica
- Jeannette Donzella, modella venezuelana
- Jeannette Rankin, politica statunitense
- Jeannette Rodríguez Delgado, attrice venezuelana
- Jeannette Vermeersch, politica francese

### Variante Jeanette

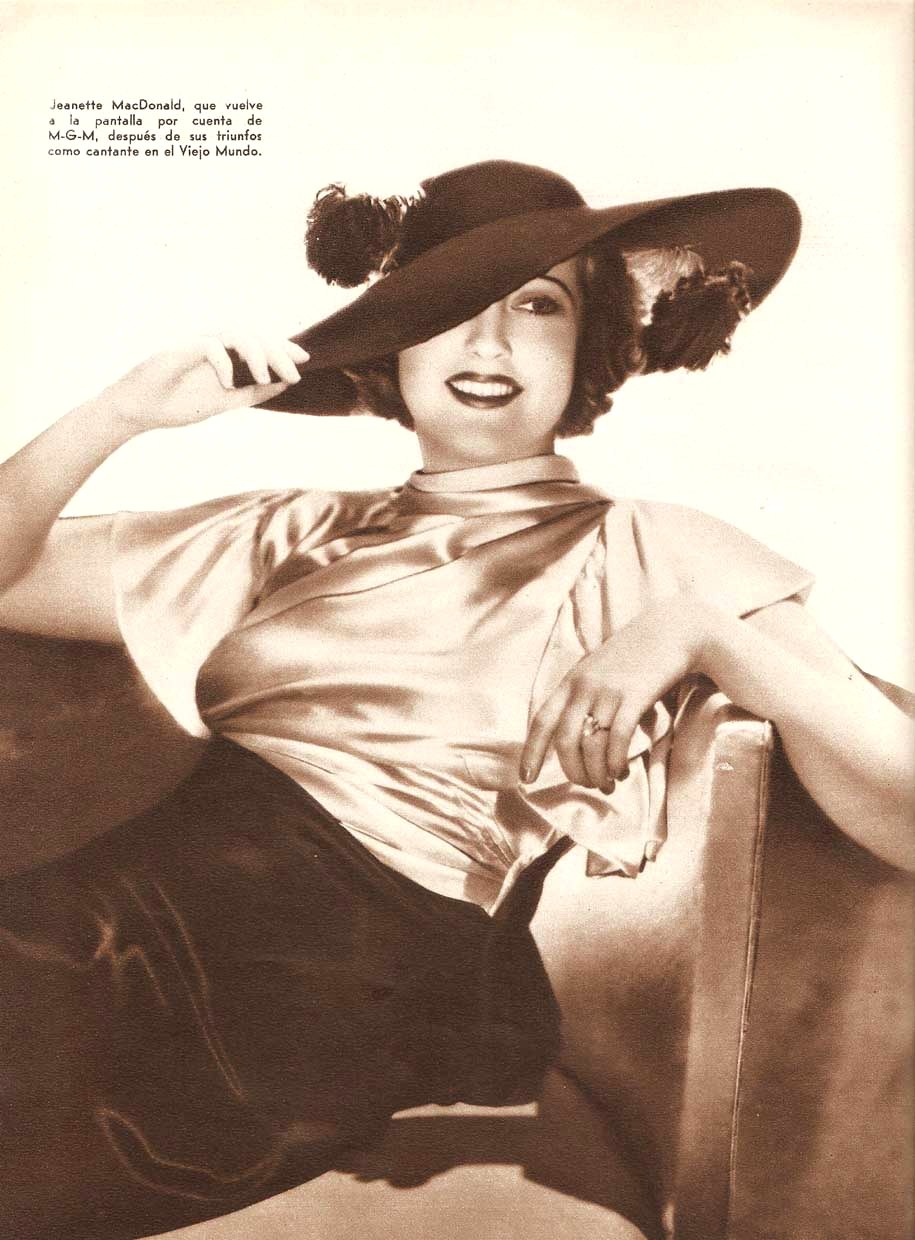
Jeanette MacDonald

- Jeanette, cantante britannica naturalizzata spagnola
- Jeanette Biedermann, cantautrice tedesca
- Jeanette Campbell, nuotatrice argentina
- Jeanette Dolson, atleta canadese
- Jeanette MacDonald, cantante e attrice statunitense
- Jeanette Malm, pentatleta svedese
- Jeanette Nolan, attrice e doppiatrice statunitense
- Jeanette Ottesen, nuotatrice danese
- Jeanette Pohlen, cestista statunitense
- Jeanette Winterson, scrittrice britannica

### Altre varianti

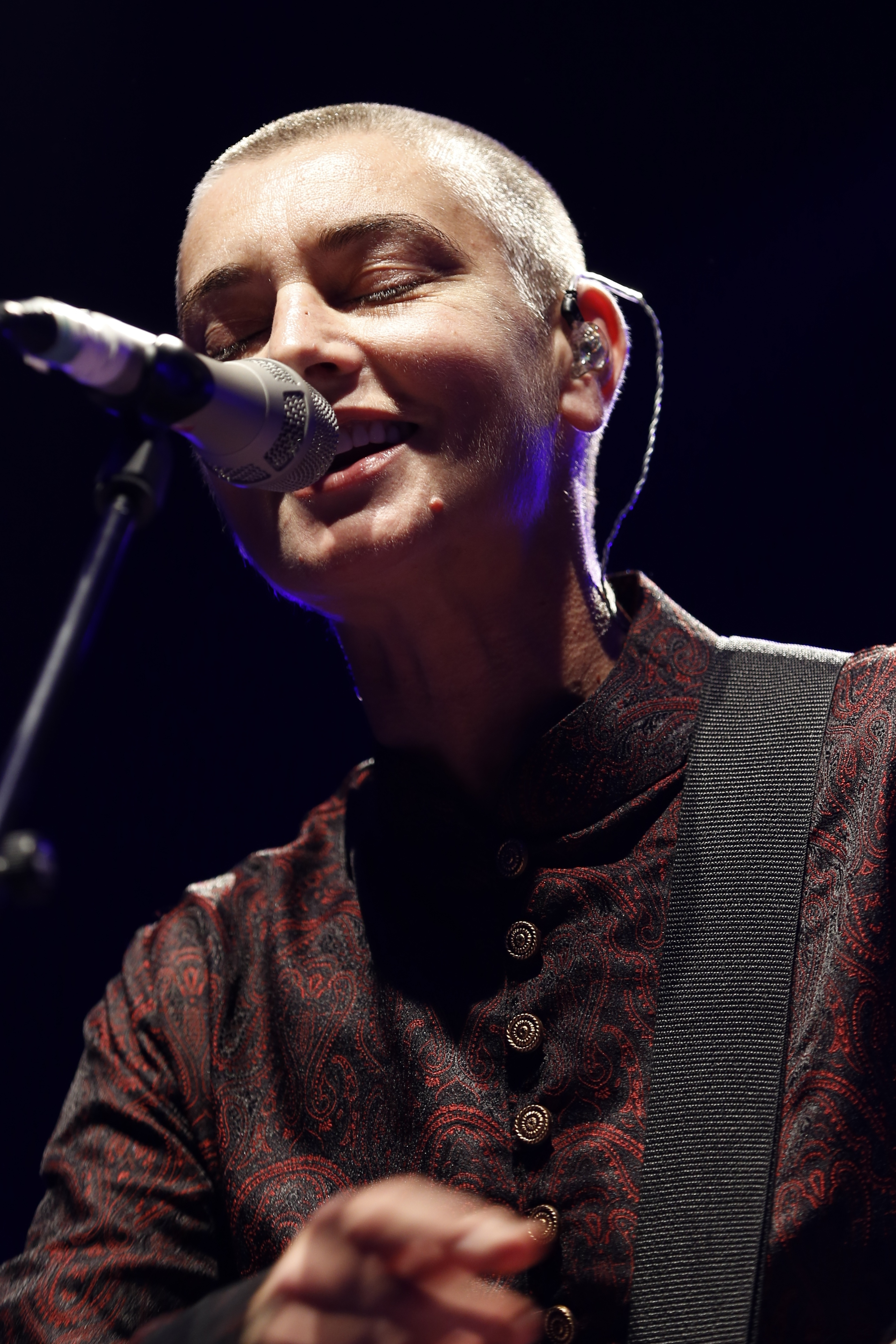
Sinéad O'Connor

- Zsanett Égerházi, pornoattrice ungherese
- Żaneta Glanc, atleta polacca
- Jenette Goldstein, attrice statunitense
- Sinéad Mulvey, cantante irlandese
- Sinéad O'Connor, cantautrice irlandese
- Nettie Stevens, genetista e microbiologa statunitense
- Nettie Witziers-Timmer, atleta olandese

## Il nome nelle arti
- Jeanette è un personaggio della serie animata Alvin rock 'n' roll.
- Sinéad è una canzone dei Within Temptation, tratta dall'album The Unforgiving.